# 相互聖餐
相互聖餐（そうごせいさん）または相互陪餐（そうごばいさん）とは、超教派の交わり、エキュメニカルの運動の一つで、二つの教会の信徒がある教会でともに聖餐に与ること。特に、二つの教会の信徒が互いにともに聖餐に与ることができる場合を完全相互陪餐と呼ぶ。
教会・教派によって陪餐を許す基準が異なるため、ある教会が他方の教会の信者に陪餐を許可する場合でも、他方の教会が陪餐を許すとは限らないため、非対称が起きる。陪餐を許すかどうかの基準として最も重視されるものに、各教会の聖体論の違いがある。

## 西方教会

### カトリックにおける相互聖餐
カトリックの教義によると、聖体はミサ内での聖変化後にイエスの「体そのものと『なる』」と伝えている。しかし、プロテスタント教会では、聖餐式に使用されるパンとぶどう酒についてカトリック教会とは異なる理解をしている。ルター派以外の多くのプロテスタント諸教派においては、パンとぶどう酒は神の御子を「象徴」するものとの理解で聖餐に与る。ルター派では、イエスが「わたしの体（血）『である』」と語るのだから、（「変化する」とか「象徴である」とかではなく）単純に制定の言葉そのままを信じて受領することが大切であると教える。この違いにより、カトリック教会ではカトリック信者が、プロテスタント教会での聖餐式における聖体拝領を原則として認めていない。またプロテスタント信者がカトリック教会で聖体拝領をうけることも認められていない。
しかしその一方、カトリック教会以外でのカトリック信者による聖体拝領は認められつつある。これはカトリックとプロテスタントの歩み寄りによるものである。またそれに伴い古代に分裂した正教会、東方諸教会の信者も、場合によりカトリック教会で聖体拝領をすることができる。ただし正教会は信者がカトリック教会の司祭から領聖することを禁止している。
一方カトリック教会が存在しないまたは遠方にある場合、正教会での聖体拝領をカトリック教会がその信者に許可する場合がある。ただし正教会は正教徒以外の領聖（聖体拝領）を禁止しているため、実際にはカトリック信者が正教会で聖体を受けることはほぼ不可能である。

### 聖公会における相互陪餐
聖公会は、復古カトリック教会、マランカラ・マー・トマ・シリア教会（Malankara Mar Thoma Syrian Church）などと完全相互陪餐である。

### プロテスタントにおける相互陪餐
プロテスタント同士は相互陪餐をとるが、カトリック教会はプロテスタントを認めていない。

## 東方教会

### 正教会・東方教会における相互領聖（相互陪餐）
原則として他教会信者が正教会で領聖することは許されない。
正教会全体の方針としては教義の違いをそのままにして相互領聖することを認めず、教義の一致に基づく フル・コミュニオン のみを認める。このため各正教会の信者のみが正教会において領聖することができる。
非カルケドン派との対話の進展を反映して、1990年代以降、中東地域などにおいては、非カルケドン派信徒の領聖を許されている場合がある。

他方、聖霊論を異にする西方教会の信者が正教会で領聖することは許されていない。